# Chrześcijańsko-Konserwatywny Związek Socjalny
Chrześcijańsko-Konserwatywny Związek Socjalny (lit. Krikščionių konservatorių socialinė sąjunga, KKSS) – chadecko-konserwatywna litewska partia polityczna, działająca od 2000 do 2010.
Partia powstała w lipcu 2000 w wyniku rozłamu w rządzącym Związku Ojczyzny. Założyli ją jako Umiarkowany Związek Konserwatywny (lit. Nuosaikiųjų konservatorių sąjunga, NKS) zwolennicy byłego premiera Gediminasa Vagnoriusa, który stanął na czele nowej formacji. Do partii przystąpiło kilkunastu deputowanych.
W 2000 w wyborach parlamentarnych konserwatyści otrzymali 2,01% głosów, nie przekraczając progu wyborczego. Jedynym ich przedstawicielem w Sejmie nowej kadencji został Gediminas Vagnorius, wygrywając wybory w okręgu jednomandatowym. W 2004 ugrupowanie zmieniło nazwę na Chrześcijańsko-Konserwatywny Związek Socjalny. W tym samym roku nie wprowadziło żadnych swoich przedstawicieli do Parlamentu Europejskiego.
W wyborach w 2004 KKSS uzyskał 1,96% głosów, nie zdobywając tym razem jakichkolwiek mandatów. W 2006 jeden z liderów, Stasys Šedbaras, powrócił do Związku Ojczyzny. W 2007 konserwatyści wprowadzili w skali kraju z własnych list 6 przedstawicieli do samorządów.
W 2008 KKSS nie wystawił własnej listy wyborczej, a lider partii przegrał jako kandydat niezależny w drugiej turze w okręgu jednomandatowym. W 2010 ugrupowanie współtworzyło nową formację pod nazwą Partia Chrześcijańska.